# 安徽公安职业学院
安徽公安职业学院位于中华人民共和国安徽省合肥市，是经安徽省人民政府批准、教育部备案的公安类全日制普通专科院校。

## 校训
崇法、尚学、育警、铸魂